# Massimo Bonanni
Massimo Bonanni (* 10. Juni 1982 in Rom) ist ein ehemaliger italienischer Fußballspieler.

## Karriere
Massimo Bonanni begann seine Karriere in der Jugendmannschaft des AS Rom, für dessen Mannschaft er jedoch nie zum Einsatz kam und im Jahr 2001 zum damaligen Drittligisten AS Viterbese Calcio wechselte. Der Mittelfeldspieler wurde zu einem festen Bestandteil des Teams, verließ den Verein jedoch ein Jahr später und unterzeichnete beim griechischen Erstligisten Panachaiki. Auch dort gelang ihm der Sprung in die Stammelf und wechselte wiederum ein Jahr später zurück in seine italienische Heimat. Er fand beim Serie-B-Verein Vicenza Calcio einen neuen Arbeitgeber und konnte sich in seiner ersten Spielzeit mit dem Verein erst in den Playout-Spielen gegen die US Triestina den Klassenerhalt sichern. In der Saison 2004/05 erzielte er in 38 Partien acht Tore für Vicenza und schaffte mit der Mannschaft erneut den Ligaerhalt.
Daraufhin nahm ihn die US Palermo unter Vertrag. Bonanni debütierte am 28. August 2005 im Auswärtsspiel bei der AC Parma für den Verein und erzielte am 9. Spieltag im Heimspiel gegen die US Lecce seinen ersten Treffer in der höchsten italienischen Spielklasse. Im Januar 2006 wechselte er zum Ligakonkurrenten Lazio Rom, bei dem er sich nicht durchsetzen konnte und unterschrieb sechs Monate später bei Sampdoria Genua. Auch bei den Genuesen erhielt der Mittelfeldakteur wenige Einsätze und ging zu Beginn des Jahres 2007 zu Ascoli Calcio. Bonanni stieg bei Ascoli zum Stammspieler und Leistungsträger auf, konnte den Abstieg in die Serie B jedoch nicht verhindern.
Für die Saison 2007/08 stand er bei der AS Bari unter Vertrag und platzierte sich mit den Apuliern auf dem 11. Endrang in der zweithöchsten Spielklasse. Zum Saisonende verließ er den Verein erneut und schloss sich Sampdoria Genua an, bei denen er sich jedoch nie durchsetzen konnte und zu US Grosseto abgegeben wurde. Mit Grosseto erreichte er die Play-offs um den Aufstieg in die Serie A und unterlag in zwei Partien nur knapp gegen Brescia Calcio.
Ende Juli 2009 transferierte Bonanni zum abruzzesischen Verein Pescara Calcio, bei dem er für drei Jahre unterzeichnete. Er debütierte am 1. Spieltag der Saison 2009/10 für Pescara, als er beim 2:0-Heimsieg gegen Rimini Calcio in der Startformation stand und nach 73 Minuten ausgewechselt wurde.
Zum Saisonende 2009/10 gelang ihm mit Pescara der Aufstieg in die zweithöchste Spielklasse. In den Play-off-Finals setzte sich die Mannschaft gegen Hellas Verona durch. Im Juli 2011 wurde Bonanni vom FC Lugano aus der Challenge League verpflichtet.